# Томас Ланкастер, герцог Кларенс
Томас Ланкастер (англ. Thomas of Lancaster; 25 листопада 1387 — 22 березня 1421, Боже, Франція) — лорд-стюард Англії з 1399 року, 1-й герцог Кларенс і 1-й граф Албермарль з 1412, відомий полководець часів Столітньої війни, другий син Генріха IV, короля Англії, і Марії де Богун, дочки Хамфрі де Богуна, 7-го графа Герефорда.

## Біографія
Старшим братом Томаса був майбутній король Генріх V, а його молодшими братами були Джон, герцог Бедфорд і Хамфрі, герцог Глостерський.
В 1399 отримав посаду лорда-стюарда Англії. Тоді ж став лицарем Лазні, а через рік — кавалером ордена Підв'язки. В 1401-1413 був лорд-лейтенантом Ірландії, також генерал-губернатором Ольстера. Воював разом з братом Генріхом, щоб придушити повстання, що спалахнуло в Уельсі. В 1411 одружився з Маргаритою Холланд, дочкою Томаса Холланда, 2-го графа Кент. 9 липня 1412 отримав титул герцога Кларенса і графа Албермарля.
У 1412 році очолював 1500 військо, відправлене на допомогу арманьякам. Через те, що «допомога» не знадобилась, зажадав викупу. Брав участь у завоюванні Нормандії, захопленні Парижа і показав себе вмілим, але не розважним воїном.
Загинув у битві при Боже в березні 1421 року, коли через природну гарячність кинувся на переважаючих в силі французів.
Похований в соборі міста Кентербері; його позашлюбний син Джон брав участь у процесії на похоронах свого батька. Джон отримав землі в Ірландії від Генріха V, а згодом був похований там же, де і батько. Томас не мав законних спадкоємців; його володіння перейшли до корони.
Є діючою особою хроніки Вільяма Шекспіра «Генріх IV, частина 2».